# District de Gapyeong
Le district de Gapyeong est un district de la province du Gyeonggi, en Corée du Sud.

## Histoire
C'est le lieu de la bataille de Kapyong, un épisode important de la guerre de Corée.

## Géographie
Le district est reconnu pour la beauté de sa nature.

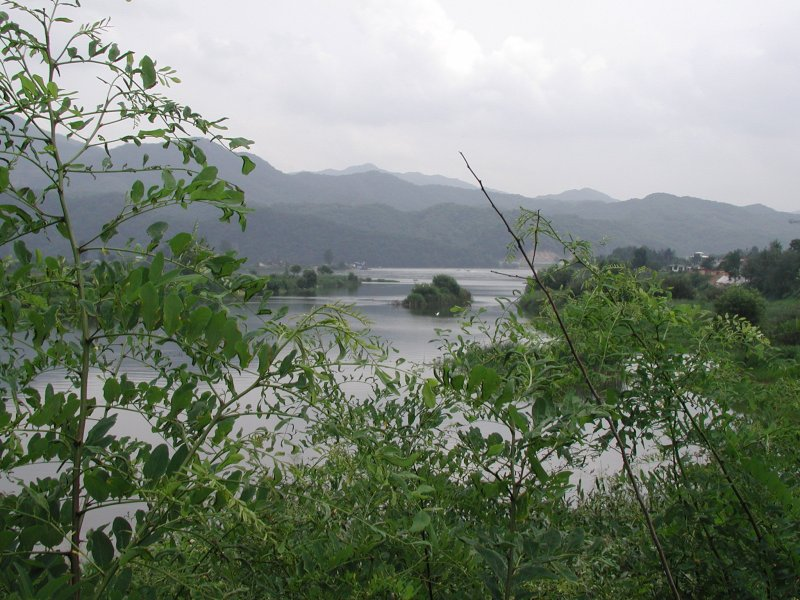
La rivière Bukhan, qui s'écoule dans le district.

## Personnalités liées
- Cho Se-hui, auteur sud-coréen, y est né
- Park Wansuh, auteur sud-coréen, y est né